# 정의숙
정의숙(鄭義淑, 1930년 12월 30일 ~ )은 이화여자대학교 총장을 지낸 종교교육학 전공의 학자이다.

## 학력
- 1953년 : 이화여대 문리대 영어영문학과 졸업
- 1959년 : 미국 에즈베리 신학교 종교교육 석사
- 1969년, 1972년 : 노스웨스턴 대학교 종교교육 석사, 박사

## 경력
- 이화여대 문리대 교수
- 아세아여성협의회 이사
- 한국교육개발원 이사
- 이화여대 제9대 총장
- 1980년 : 국가보위입법회의 입법의원

## 참고자료
- “이화여대 9대 총장 (1979-1992) - 정의숙 (1930 - )”. 아태여성정보통신원. 2005년 11월 10일에 원본 문서에서 보존된 문서. 2007년 12월 5일에 확인함.
- “역대총장 - 제9대 정의숙 (1979-1990)”. 이화여자대학교. 2005년 12월 30일에 원본 문서에서 보존된 문서. 2007년 12월 5일에 확인함.

| 전임 김옥길 | 제9대 이화여자대학교 총장 1979년 - 1990년 | 후임 윤후정 |